# Jablonecké Paseky (železniční zastávka)
Jablonecké Paseky jsou železniční zastávka v Česku, v Libereckém kraji, ve východní části Jablonce nad Nisou na trati Liberec-Harrachov v km 16,346 při ulici Vítězslava Nezvala. Zastávka má návaznou dopravu MHD Jablonec před nádražní budovou a to zastávku Nádraží Jablonecké Paseky. Leží v nadmořské výšce 545 m n. m. Zastávka je zařazena do integrovaného dopravního systému IDOL.

## Historie
Zastávka byla uvedena do provozu 12. července 1894 vlastníkem SNDVB. Za druhé světové války nesla zastávka německý název Schlag b/Gablonz a po válce současný český název Jablonecké Paseky. Zastávka měla tehdy svou pokladnu na prodej jízdenek, která je v současnosti uzavřená a ostatní koleje, dnes již snesené.
Tato zastávka měla jako jedna z mála zastávek na Jablonecku stahovací závory. Před rekonstrukcí tratě 4. srpna 2014 v 6:38 ji závorář Martin Dvořák naposledy spustil a v 6:43 je naposledy zvedl. Závory se poté nainstalovaly moderní a dálkově řízené.
Od roku 2015 po rekonstrukci je na zastávce nainstalovaný informační systém INISS, který je dálkově řízený ze stanice Liberec.

## Popis
Zastávka leží mezi zastávkami Nová Ves nad Nisou a Lučany nad Nisou. Nástupiště zastávky měří 81 metrů. Na zastávce se nachází odbočení vlečky.

## Přístupnost
Bezbariérový přístup je do přístřešku zastávky, chránícího cestující před povětrnostními vlivy a na nástupiště v normové výšce 550 mm nad temenem kolejnice (dle ČSN 73 4959). Železniční zastávka je vybavena pro zrakově postižené (vodicí linie s funkcí varovného pásu).

## Doprava
Na zastávce staví všechny osobní vlaky linky L1 Liberec – Tanvald – Harrachov – Szklarska Poręba Górna.